# 노던 하츠 AFC
노던 하츠 AFC(Northern Hearts Association Football Club)는 뉴질랜드 티머루에 연고를 둔 축구단이다. 1947년에 설립되었고 1982년부터 1990년까지 티머루 시티 와 사우스 캔터베리 유나이티드로 합병되었다가 1991년에 노던 하츠로 복귀했다.
1971년부터 2000년대 중반까지 다양한 서던 프리미어리그에 참가했으며, 2001년 리그에서 준우승으로 시즌을 마치며 최고의 시즌을 보냈다.